# Carcasí
Carcasí est une municipalité située dans le département de Santander en Colombie.